# Fitormone
Un fitormone o ormone vegetale o regolatore di crescita (in inglese: PGRs plant growth regulators) è un composto organico sintetizzato dalle piante, che ne influenza, in genere a basse concentrazioni, i processi di crescita, differenziamento e sviluppo.
I vegetali, come gli animali, hanno necessità di far funzionare i loro organi in modo sincrono e contemporaneamente di adattarsi all'ambiente. Il sistema di regolazione è costituito dagli ormoni che vengono traslocati attraverso gli elementi conduttori, in particolare attraverso gli elementi liberiani. La velocità di traslocazione è relativamente lenta. Gli ormoni vegetali sono stati scoperti relativamente tardi, quando sugli ormoni animali le conoscenze erano già molto avanzate. Le principali caratteristiche di tali sostanze si discostano da quelle degli ormoni animali, ma la terminologia usata spesso utilizza termini propri della biologia animale. 
I fitormoni sono molecole organiche a basso peso molecolare attive a concentrazioni molto basse. Un ormone vegetale può essere prodotto in organi differenti nella stessa pianta; gli ormoni vegetali sono meno numerosi di quelli animali, e spesso un ormone agisce su più organi e su più funzioni, inoltre uno stesso organo può rispondere in modo differente a seconda della concentrazione del medesimo ormone. 
Gli ormoni, negli animali superiori, in genere (ma non sempre), hanno un sito di sintesi specifico, e sono trasportati dal sangue ad un organo bersaglio, dove, anche a bassa concentrazione, modulano una risposta fisiologica specifica. Ciò è valido anche per gli ormoni vegetali, anche se essi, al contrario degli ormoni degli animali superiori, non sono prodotti in ghiandole specializzate, ma in zone non specializzate in questa funzione, come ad esempio il corpus dell'apice meristematico del fusto o della radice. In passato, si credeva che gli ormoni vegetali non avessero dei recettori proteici; dagli anni ottanta, sono stati scoperti molti recettori e vie di trasduzione del segnale dei fitormoni, simili a quelle degli ormoni animali.

## Una classificazione dei fitormoni
1. Auxine, sono state le prime sostanze regolatrici scoperte nel 1926
2. Citochinine
3. Gibberelline
4. Acido abscissico
5. Acido jasmonico
6. Etilene
7. Brassinosteroidi
8. Acido salicilico
9. Poliammine
10. Turgorine
11. Strigolattoni

Modello ipotetico del meccanismo d'azione dei fitormoni:
{\displaystyle \mathrm {H} +\mathrm {R} \;} {\displaystyle \mathrm {HR} \longrightarrow \mathrm {X_{1}} \longrightarrow \mathrm {X_{2}} \longrightarrow \mathrm {X_{n}} \longrightarrow \mathrm {Risposta} \;}
H, ormone; R, recettore; HR, complesso ormone-recettore (reazione reversibile), X, diverse tappe che, con un meccanismo a cascata, portano alla risposta.
|  | Figura 1: Modello, semplificato, dell'azione dei fitormoni - Legenda: 1. Fitormone 2. Recettore 3. Secondi messaggeri 4. Segnale ad altri messaggeri nel citoplasma 5. Si attiva una proteina che interagendo con il DNA, induce la trascrizione di geni specifici 6. Trascrizione del DNA in mRNA 7. Traduzione dell'mRNA in proteine |

## Le funzioni dei fitormoni
1. Attivazione o disattivazione di vie di trasduzione del segnale;
2. Stimolo, rafforzamento di processi già in atto;
3. Induzione, innesco di processi non in atto;
4. Inibizione, diminuzione dell'entità di un processo o blocco del suo innesco;
5. Regolazione dei processi di crescita, sviluppo, riproduzione, morte.
6. Risposta agli stress biotici e abiotici esterni
7. Regolazione della durata della vita

## I metodi di studio
1. Dosaggi biologici, metodiche che possono variare secondo il fitormone considerato
2. Metodi chimico-fisici
3. Metodi immunochimici
4. Metodi immunocitochimici
5. Metodi di genetica e biologia molecolare

### Dosaggi biologici
| Auxine |
| ------ |

| Sistema modello                                                            | Risposta studiata                                                                           | Tipo di analisi                                                            |
| -------------------------------------------------------------------------- | ------------------------------------------------------------------------------------------- | -------------------------------------------------------------------------- |
| Segmenti di coleoptili Fusto di plantule di pisello, sezione longitudinale | Allungamento del coleottile Curvatura dell'asse delle due sezioni. Acidificazione del mezzo | Misura della lunghezza e dell'angolo di curvatura (Figura 2) Misura del pH |

| Gibberelline |
| ------------ |

| Mutanti nani di piante di pomodoro Plantule di lattuga | Superamento del nanismo Crescita dell'ipocotile | Misure di lunghezza Valutazione dell'attività enzimatica |

| Etilene |
| ------- |

| Plantule di pisello | Inibizione della crescita del fusto, espansione laterale delle radici, insensibilità alla gravità. | Misure di lunghezza, larghezza e angoli di curvatura |

| Acido abscissico |
| ---------------- |

| Epicotile di pisello Coleottile di avena Semi di lattuga o ravanello Epidermide fogliare | Misura di lunghezza e di curvatura Osservazione microscopica | Misura di lunghezza e di curvatura Osservazione microscopica |

| Citochinine |
| ----------- |

| Cotiledoni da semi di ravanello, zucca, all'inizio della germinazione | Aumento del peso del callo Ritardo nella degradazione della clorofilla Stimolo della crescita per distensione | Misure di larghezza Misure di peso Valutazione colorimetrica del contenuto di clorofilla. |

|  | Figura 2: Il test del pisello 1. Segmento di internodo di pisello cresciuto al buio, con fessurazione longitudinale e curvatura naturale. Controllo, immerso in soluzione priva di auxina. 2. Curvatura quando viene immerso in una soluzione con elevata concentrazione di auxina. 3. Curvatura quando viene immerso in una soluzione con bassa concentrazione di auxina. |

Test poco sensibile; la curvatura (a) è proporzionale al logaritmo della concentrazione di auxina. Viene eseguito facendo germinare al buio, per circa una settimana, i semi di pisello. Il test viene eseguito quando i fusticini hanno raggiunto una lunghezza di circa 11 cm.

### Metodi chimico-fisici
I metodi chimico-fisici attualmente più utilizzati per l'identificazione e la quantificazione di molecole ad azione ormonale, si basano sostanzialmente su tecniche HPLC o di gascromatografia (GC) associate ad altre tecniche (esempio GC abbinate a gas massa: GC-MS).

#### Vantaggi
- capacità di discriminare tra molecole con struttura chimica anche molto simile
- elevata sensibilità.

Svantaggi:
- necessità di operare su campioni piuttosto purificati.

### Metodi immunochimici
Si basano sulla disponibilità di anticorpi monoclonali contro le singole molecole PGRs
Tali anticorpi, immobilizzati su resina, vengono incubati con il campione in esame e con quantità note dell'ormone legato ad un enzima o marcato con un nuclide radioattivo. I livelli di attività dell'enzima o la radioattività misurabili sul substrato solido dopo lavaggio risultano inversamente proporzionali alla concentrazione dell'ormone presente nel campione che risulta quindi facilmente calcolabile.
Questi metodi sono noti con il nome di
- "enzyme-linked immunosorbant assay " (ELISA), se legata ad attività enzimatica
- "radioimmunoassay" (RIA) se marcata con un nuclide radioattivo.

Vantaggi:
alta selettività
elevata sensibilità
Svantaggi:
- Alte concentrazioni di altre molecole con affinità per l'anticorpo, potrebbero inattivarlo.

### Metodi immunocitochimici
Tali tecniche, applicate recentemente allo studio dei PRGs, consentono di localizzare antigeni organo-specifici in un'ampia varietà di tessuti vegetali.
Le sezioni del tessuto, adeguatamente preparate, vengono poste in contatto con anticorpi specifici, che successivamente vengono riconosciuti da anticorpi secondari coniugati a gruppi cromofori.
Utilizzando tecniche di microscopia, è possibile riconoscerne la presenza e localizzarne la presenza a livello tissutale o cellulare.
Vantaggi:
- Riduzione dei problemi di estrazione
- Possibilità di evidenziare quantità minime di PRGs